# 鉄道工場前停留場
鉄道工場前停留場（てつどうこうじょうまえていりゅうじょう）はかつて函館市亀田本町にあった函館市交通局（現・函館市企業局交通部、函館市電）本線の停留所である。

## 周辺
- 国道5号
- 国鉄五稜郭車両センター（現・JR北海道五稜郭車両所）
- 五稜郭駅前郵便局

## 歴史
- 1954年（昭和29年）11月20日 - 本線亀田（後のガス会社前） - 当駅間延伸と同時に開業[1]。
- 1955年（昭和30年）11月27日 - 本線当駅 - 五稜郭駅前間延伸により中間停留所となる[1]。
- 1978年（昭和53年）11月1日 - 本線ガス会社前 - 五稜郭駅前間廃線により停留所廃止。廃駅となる[1]。

## 隣の停留場
函館市交通局
本線（1978年11月1日廃止） 
大野新道停留場 - 鉄道工場前停留場 - 五稜郭駅前駅